# Hydaticus grammicus
Hydaticus grammicus is een keversoort uit de familie waterroofkevers (Dytiscidae). De wetenschappelijke naam van de soort is voor het eerst geldig gepubliceerd in 1827 door Germar.